# Moggridgea nesiota
Moggridgea nesiota är en spindelart som beskrevs av Griswold 1987. Moggridgea nesiota ingår i släktet Moggridgea och familjen Migidae. Inga underarter finns listade i Catalogue of Life.